# 細合半斎

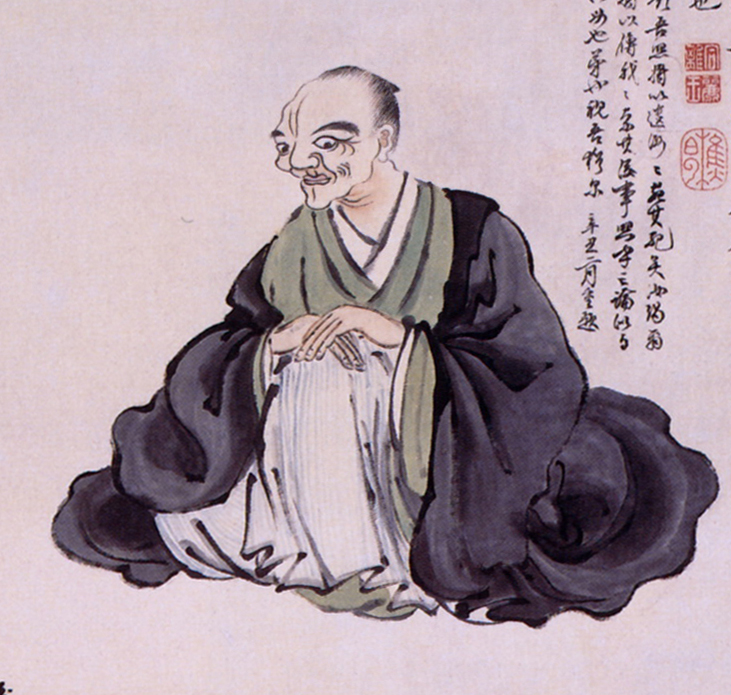
細合半斎像　桑山玉洲筆

細合 半斎（ほそあい はんさい、享保12年（1727年） - 享和3年11月6日（1803年12月19日））は、江戸時代中期の儒学者・書家・漢詩人である。
名を離または方明、字を麗王、号は半斎の他に、学半斎・斗南・白雲山樵・太乙・武庫居士、通称は八郎右衛門または次郎三郎。伊勢の人。

## 略伝
書は松花堂昭乗の流れを汲む滝本流に私淑し、のちにこの流派の中興の祖とされた。京都から大坂に転居し、菅甘谷の門下となる。
詩文結社混沌詩社に加わり、多くの文人墨客と交わった。木村蒹葭堂の婚姻のとき媒酌人を務めている。私塾である学半塾を主催し、門下に篆刻家の曽谷学川、画家の桑山玉洲などが育つ。
また半斎は江嶋庄六あるいは細合八郎衛門の名で書肆として活躍。同じく書肆の藤屋弥兵衛と親交する。滝本流の啓蒙の為に『男山栞』・『滝本栞』などの法帖の出版に力を注いだ。
篆刻も嗜み、安永8年（1779年）には息子の長庵の編集により『半斎百信』が出版された。
享年79。